# Штефан Заліґер
Штефан Заліґер (нім. Stefan Saliger, 23 грудня 1967) — німецький хокеїст на траві.
Олімпійський чемпіон 1992 року, учасник 1996 року.